# Fatal Relations
Fatal Relations (禁断の血族 Kindan no Ketsuzoku?,  Relaciones Prohibidas) es una novela visual eroge japonés para la NEC PC-9801 lanzado en 1993, posteriormente se lanzó para FM TOWNS en 1995 y se relanzó en 1998 para PC y traducido al inglés. En 2010, un grupo llamado Digital Satin Productions portó el juego al Nintendo DS, cabe mencionar que Nintendo nunca ha aprobado este tipo de juegos en sus consolas.

## Argumento
La familia del protagonista murió en un accidente, por lo que una socia del padre decide adoptarle, esta tiene cinco hermosas hijas, las cuales seducirán al protagonista.

## Jugabilidad
La jugabilidad del juego es la estándar para una novela visual, el jugador lee el texto y selecciona opciones que lo llevan a través de la trama. El argumento es lineal y no hay finales alternativos.